# Марциановская церковь (Сватки)
Марциановская церковь в Сватках - приписная церковь в фольварке Марцианово униатского (впоследствии православного) прихода в Берковщине, с 1875 г. - православного Свято-Троицкого прихода в Княгинине. С 1911 года - самостоятельный православный приход с центром в с. Сватки. Церковь уничтожена в годы Великой Отечественной войны.

## История
Согласно "Клировой ведомости Берковщинской церкви Преображения Господня за 1847 год", к Преображенской церкви в Берковщине была приписана Марциановская деревянная церковь в Сватках:
"Неизвестно кем и когда построена; престол в ней один во имя Пресвятой Богородицы; здание деревянное крепкое; утвари нет; притча нет; жилого дома нет; земли нет".
В 1875 году Преображенская православная церковь в Берковщине была упразднена, приход был включен в состав соседнего прихода Свято-Троицкой церкви в Княгинине.
В 1911 - 1915  гг. настоятелем самостоятельного Сватковского православного прихода был о. Владимир Кудрявцев.

Полковник царской армии Дмитрий Николаевич Логофет описал свое пребывание в доме священника в Сватках накануне Нарочской операции следующим образом:
"Пока шла запряжка новых лошадей, я зашел к этапному командиру, живущему в доме священника в дер. С-ки [Сватки], обогреться. Крайне симпатичный штабс-капитан, раненый в боях, встретил меня особенно приветливо, предложив остановиться у него на возвратном пути на ночлег. Постепенно мы разговорились... С озер доносились орудийные выстрелы, а около опушки леса были расставлены чучела для уколов штыком, мишени для прицеливания и роты какой-то войсковой части. Стоявшие в резерве производили учение, заканчивая обучение недавно прибывших пополнений… Картина в общем казалась совершенно мирною".
В Национальном историческом архиве Беларуси хранятся метрические книги о рождении, браке и смерти Сватковской Богородичской церкви за 1901-1914, 1916 -1938 гг.